# Campeonato Europeo de Piragüismo en Eslalon de 2002
El IV Campeonato Europeo de Piragüismo en Eslalon se celebró en Bratislava (Eslovaquia) en 2002 bajo la organización de la Asociación Europea de Piragüismo (ECA) y la Federación Eslovaca de Piragüismo.
Las competiciones se desarrollaron en el canal de piragüismo en eslalon del Centro de Deportes Acuáticos de Čunovo, acondicionado a orillas del río Danubio.

## Medallistas

### Masculino
| Evento         | Oro | Plata | Bronce                                                                                                   |
| -------------- | --- | --- | --- |
| K1 individual  | Paul Ratcliffe Reino Unido 199,51 pts.                                                                                 | Helmut Oblinger · Austria · 200,56 pts.                                                                                 | Peter Cibák · Eslovaquia · 201,74 pts.                                                                   |
| C1 individual  | Mariusz Wieczorek · Polonia · 206,17                                                                                   | Tony Estanguet Francia 208,70                                                                                           | Jan Benzien · Alemania · 211,50                                                                          |
| C2 individual  | Pavol Hochschorner · Peter Hochschorner · Eslovaquia · 214,73                                                          | Marek Jiras · Tomáš Máder · República Checa · 215,58                                                                    | Jaroslav Volf · Ondřej Štěpánek · República Checa · 219,27                                               |
| K1 por equipos | Thomas Becker · Thomas Schmidt · Claus Suchanek · Alemania · 109,90                                                    | Ondřej Raab · Ivan Pišvejc · Tomáš Kobes · República Checa · 110,80                                                     | Peter Cibák · Ján Šajbidor · Tomáš Mráz · Eslovaquia · 112,04                                            |
| C1 por equipos | Michal Martikán · Juraj Minčík · Alexander Slafkovský · Eslovaquia · 232,77                                            | Stefan Pfannmöller · Jan Benzien · Sören Kaufmann · Alemania · 237,22                                                   | Mariusz Wieczorek · Krzysztof Bieryt · Grzegorz Wójs · Polonia · 239,60                                  |
| C2 por equipos | Eslovaquia · Pavol Hochschorner / Peter Hochschorner · Milan Kubáň / Marián Olejník · Pavol Hric / Roman Vajs · 246,59 | Francia Philippe Quémerais / Yann Le Pennec Martin Braud / Cédric Forgit Alexandre Lauvergne / Nathanael Fouquet 250,37 | Alemania · Kai Walter / Frank Henze · Kay Simon / Robby Simon · André Ehrenberg / Michael Senft · 256,21 |

### Femenino
| Evento         | Oro                                                                                | Plata                                                                          | Bronce                                                            |
| -------------- | ---------------------------------------------------------------------------------- | ------------------------------------------------------------------------------ | ----------------------------------------------------------------- |
| K1 individual  | Elena Kaliská · Eslovaquia · 219,50 s                                              | Irena Pavelková · República Checa · 223,15 pts.                                | Štěpánka Hilgertová · República Checa · 225,62 pts.               |
| K1 por equipos | Marie Řihošková · Irena Pavelková · Štěpánka Hilgertová · República Checa · 250,89 | Elena Kaliská · Gabriela Stacherová · Gabriela Zamišková · Eslovaquia · 258,27 | Anne-Lise Bardet Anne-Line Poncet Mathilde Pichery Francia 272,16 |

## Medallero
| Núm. | País            | Oro | Plata | Bronce | Total |
| ---- | --------------- | --- | ----- | ------ | ----- |
| 1    | Eslovaquia      | 4   | 1     | 2      | 7     |
| 2    | República Checa | 1   | 3     | 2      | 6     |
| 3    | Alemania        | 1   | 1     | 2      | 4     |
| 4    | Polonia         | 1   | 0     | 1      | 2     |
| 5    | Reino Unido     | 1   | 0     | 0      | 1     |
| 6    | Francia         | 0   | 2     | 1      | 3     |
| 7    | Austria         | 0   | 1     | 0      | 1     |
|      | TOTAL           | 8   | 8     | 8      | 24    |